# River Where the Moon Rises

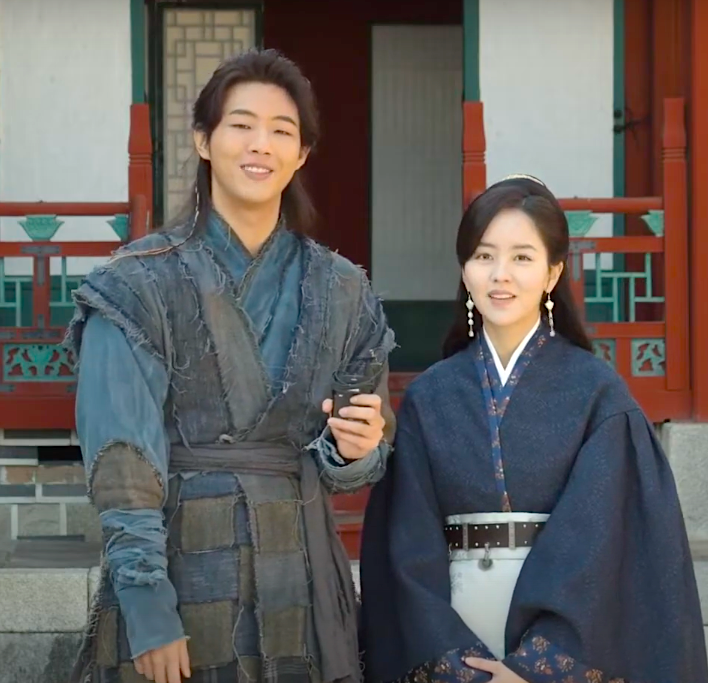
Kim So-Hyun como la princesa Pyeonggang y Yeom Ga-jin, y Ji soo como On Dal en River Where the Moon Rises.

River Where the Moon Rises (Hangul: 달이 뜨는 강; RR: Dari tteuneun gang, conocida también como The Moon Rising River) es una serie de televisión surcoreana transmitida del 15 de febrero de 2021 al 20 de abril de 2021 a través de la KBS2.
La serie está basada en la novela Princess Pyeonggang (평강공주) del director de cine y guionista Choi Sagyu.

## Sinopsis
La serie sigue a la Princesa Pyungkang, una joven que pese a haber nacido como princesa fue criada para ser una persona que acaba con los pecadores y cuyo sueño es el de establecer el estado de Goguryeo, el cual ha colapsado.
Su objetivo es el convertirse en la primera mujer Taewang de Goguryeo, pero sus sueños entran en conflicto cuando comienza a experimentar nuevos sentimientos hacia On Dal.

## Reparto

### Personajes principales
| Actor                                 | Personaje                                   | N.º de episodios | Notas |
| ------------------------------------- | ------------------------------------------- | ---------------- | --- |
| Kim So-hyun Heo Jung-eun Jung Yoon-ha | Princesa Pyungkang (Yeom Ga-jin) Reina Yeon | 20 1, 3 -        | Princesa Pyungkang: es una joven inteligente y sensata, que pese a haber nacido como princesa es criada como una soldado. Cuando era pequeña pierde a su madre, la Reina Yeon, durante un ataque, por lo que crece deseando vengarse de los responsables. Más tarde, cuando pierde la memoria y conoce a On Dal toma el nombre de Yeom Ga-jin y cuando recupera su memoria, decidida a proteger a sus series queridos y a la gente de su reino, decide convertirse la Reina de Goguryeo. Poco a poco conforme va pasando el tiempo se enamora de Dal. Sin embargo cuando regresan al palacio y comienza a darse cuenta de cómo las batallas están afectándolo, acepta cuando él le dice que se irá, aunque queda destruida debido a que lo ama profundamente. Más tarde, cuando su hermano menor, ahora el Rey Youngyang le ordena traer de vuelta a Dal, ya que lo considera un gran guerrero en el campo de batalla, Pyungkang se niega, ya que sabe que Dal no quiere matar y le afecta mucho hacerlo, por lo que hace cuanto está en sus manos por protegerlo. Poco después, Dal regresa al palacio para protegerla, después de que su hermano la arrestara por haber ayudado a Ko Geon. Durante una batalla Dal parece perder la vida mientras la protegía, lo que la deja destrozada. Más tarde, cuando Pyungkang visita la casa donde vivió con Dal y Lady Sa, se sorprende al ver que Dal está vivo pero no recuerda nada. Con su ayuda Dal logra recordar quién es, continúan su relación y finalmente pueden vivir juntos y en paz. Reina Yeon: es la madre de la Princesa Pyungkang. Aunque la reina ascendió al trono a una edad temprana, tiene una fuerte voluntad y firmes creencias. Está constantemente pensando en formas de ayudar a la gente del reino y poner sus ideas en práctica. También es una madre cariñosa y afectuosa que educa sabiamente a sus hijos. |
| Na In-woo Ji Soo Seo Dong-hyun        | On Dal                                      | 20 1-6 1-2, 10   | Es un joven puro y amante de la paz que va en contra de sus principios para proteger a la Princesa Pyungkang, de quien se enamora profundamente, cuando la conoce lo hace con el nombre de Yeom Ga-jin. Aunque al principio le hace creer que no sabe su verdadera identidad, finalmente le revela que sabe que es la Princesa Pyungkang. Poco a poco comienzan a enamorarse y cuando la princesa parece que será obligada a casarse con alguien que no ama, aunque al inicio hacen creerle a todos que están casados poco después se comienzan una relación verdadera. Más tarde, afectado por las muertes que ha ocasionado en el campo de batalla desde que llegó al palacio, comienza a pensar en irse aunque duda, ya que no quiere dejar a Pyungkang, sin embargo cuando descubre que su niñera Lady Sa ha sido asesinada, finalmente toma la decisión de marcharse y aunque Pyungkang intenta convencerlo para que deje que ella se vaya con él, no se lo permite, ya que sabe que ella debe proteger a su hermano. Más tarde regresa al palacio como general para proteger la vida de Pyungkang, quien había sido arrestada por haber ayudado a Ko Geon a huir. Durante una batalla, Dal casi pierde la vida protegiendo a Pyungkang y aunque sobrevive, pierde su memoria. Cuando se reúne nuevamente con Pyungkang, ella lo ayuda a recuperar su memoria, continúan con su relación y finalmente logran vivir en paz. |
| Lee Ji-hoon Park Min-sang             | Ko Geon                                     | - 1              | Es un general de élite que es perfecto en todos los sentidos y que por primera vez en su vida anhela algo para sí mismo: casarse con la Princesa Pyungkang, de quien ha estado profundamente enamorado por años, por lo que se sumerge en una intensa lucha por su corazón. Sin embargo, cuando descubre que ella está enamorada de Dal, se pone celoso y termina matando a Lady Sa, la niñera de Dal. Más tarde, aunque acepta los sentimientos de Hae Mo-yong por él, en realidad sigue amando a Pyungkang. Cuando Mo-yong lo droga y lo lleva a Silla para alejarlo de Goguryeo y así evitar que haga algo terrible, Geon se enfurece con ella. A su regreso a Goguryeo, se reúne con Pyungkang y le dice que sigue amándola por lo que intenta convencerla para que se casen, pero ella lo rechaza. Al igual que su padre, Geon está obsesionado con el trono, por lo que juntos intentan incitar a una rebelión en contra del Rey, pero pierden la batalla y su padre muere como resultado directo de la pelea. Más tarde, muere mientras luchaba contra los soldados de Silla mientras protegía a Pyungkang. |
| Choi Yoo-hwa                          | Hae Mo-yong                                 | -                | Es una atractiva y meticulosa mujer que está decidida a controlar Goguryeo y jugar con el como quiera. Es la hija adoptiva de Hae Ji-wol y una espía de Silla. Está profundamente enamorada de Geon, sin embargo aunque más tarde él parece aceptar sus sentimientos en realidad sólo la utiliza para sus planes, ya que él sigue profundamente enamorado de la Princesa Pyungkang. A pesar de esto, Mo-yong está obsesionada con un hombre que no la ama y que duda entre si quiere matar a todos o suicidarse. Más tarde, luego de que Geon muere mientras lucha junto a Pyungkang contra los soldados de Silla. Mo-yong continúa con su vida, siguiendo un mejor camino. |

### Personajes secundarios
| Actor                                     | Personaje                       | N.º de episodios | Notas |
| ----------------------------------------- | ------------------------------- | ---------------- | --- |
| Kim Beop-rae                              | Rey Pyungwon de Goguryeo        | -                | Es el Rey de Goguryeo, un hombre que fue originalmente benevolente y generoso, pero que gradualmente se ha convertido en un hombre sensible y sospechoso. Desde entonces, ha estado jugando con las tácticas de Ko Won-pyo y mantiene el palacio como suyo. Es el padre de la Princesa Pyungkang y el Príncipe Gowon. Es el responsable de aniquilar la tribu de On Dal y asesinar a su padre, On Hyup. |
| Lee Hae-young                             | Ko Won-pyo                      | -                | Es un miembro de la tribu Gyerubu Gochuga y el padre de Ko Geon. Es un hombre astuto y elaborador político que cuenta con un brillante discurso y un excelente espectáculo. Con la convicción de que su familia debería convertirse en el Rey de Goguryeo, toma la iniciativa de destronar el reinado del Rey Pyungwon. Pone ante todo sus necesidades por encima de las de las personas del reino y no le importa matar y lastimar a la gente para lograr sus objetivos. Más tarde, junto a su hijo incitan a una rebelión en contra del Rey, sin embargo su plan no resulta y la Princesa Pyungkang termina matándolo, finalmente vengándose de él por sus crímenes. |
| Kwon Hwa-woon Park Sang-hoon Song Min-jae | Príncipe Go-won (Rey Youngyang) | - 1              | Es el príncipe heredero y el hermano menor de la Princesa Pyungkang, a la que adora. Más tarde se convierte en el Rey Youngyang. Siendo adulto, Go-won se ha convertido en un gobernante arrogante y amenaza a su hermana de despojarla de su rango militar si alguna vez se niega a sus peticiones, cuando descubre que ayudó a Ko Geon a escapar, la arresta y la condena a muerte, sin embargo luego del regreso de On Dal la libera. Aunque su relación parece tensarse por lo sucedido, cuando le pide perdón a Pyungkang por sus acciones, ella acepta sus disculpas antes de irse del palacio.                                                                  |
| Wang Bit-na                               | Consorte Jin-bi                 | -                | Es una la consorte real del Rey Pyungwon y la amante de Ko Won-pyo. |
| Ahn Shin-woo                              | Kim Pyung-ji                    | -                | Es el amigo del rey Pyungwon y sirviente de Goguryeo. Es un hombre que no tiene bienes e incluso no tiene familia que mirar o proteger, por lo que nadie lo mantiene bajo control. Tiene buenas habilidades políticas y a la gente les es difícil saber lo que está pensando debido a su personalidad misteriosa. |
| Kim Beom-seok                             | Kim Cha-sung                    | -                | |
| Cha Kwang-soo                             | Jin Beom                        | -                | |
| Kim Jung-young                            | Lady Gong Son                   | -                | Es la niñera de la Princesa Pyungkang. Es una mujer leal que cuida y protege el vacío Palacio Gongjoo, esperando y deseando que la princesa (quien desapareció 10 años atrás) regrese con vida. Después del regreso de la princesa, se queda junto a ella. |
| Son Woo-hyuk                              | Tae Kam                         | -                | Es el eunuco principal. |
| Yoon Joo-man                              | Ko Sang-cheol                   | -                | Es la mano derecha de Ko Won-pyo. |
| Hwang Young-hee                           | Lady Sa                         | -                | Es la niñera de On Dal, una mujer pacifista y no violenta, que valora la vida de las personas. Tiene una gran influencia en las creencias e ideas de Dal. No puede ver, luego de quitarse la vista para proteger a los suyos. Cuando descubre que Yeom Ga-jin, en realidad es la Princesa Pyungkang, al inicio no está de acuerdo con que esté cerca de él, sin embargo poco a poco comienza a encariñarse con ella y a verla como a una hija. Más tarde, es asesinada por Ko Geon, lo que deja destrozado a Dal. |
| Jung Wook                                 | Sa Woon-am                      | -                | Es el mayor y comandante de la tribu Sunno. |
| Kim Dong-young                            | Sa Poong-kae                    | -                | Es el amigo de la infancia de On Dal. Cuando su tribu es destruida vive escondido en las profundidades de las montañas con su familia y Dal. A pesar de ser un joven fiel e ingenuo, su principal objetivo es mantener a su familia y a los aldeanos de su tribu seguros. Más tarde se casa con Ta Ra-jin. |
| Kim Hee-jung                              | Ta Ra-jin                       | -                | Es una asesina y luchadora que vive junto a su hermano gemelo Ta Ra-san en Dorimhyang, una tierra donde las personas abandonadas de Goguryeo viven. A pesar de tener un carácter fuerte, cree que es más femenina que Pyungkang, a quien le da consejos sobre el amor, aún y cuando ella no se los pide. Más tarde se casa con Sa Poong-kae. |
| Ryu Ui-hyun                               | Ta Ra-san                       | -                | Es el hablador pero torpe hermano gemelo de Ta Ra-jin, así como el mejor amigo de Yeom Ga-jin, quien en realidad es la Princesa Pyungkang. Poco después muere durante una batalla, lo que destroza a Ra-jin. |
| Ki Eun-se                                 | Hyun Bi                         | -                | Es una concubina del Rey Pyungwon de Goguryeo. |
| Oh A-rin                                  | Wol Yi                          | -                | Es una pequeña refugiada en Baekje. A pesar de ser mucho menor que On Dal, está enamorada de él. |
| Lee Sang-chan                             | Seok Goo                        | -                | |
| Won Woo                                   | Pil Goo                         | -                | |
| Yoon A-jung                               | Hong-mae                        | -                | |
| Jung Eun-pyo                              | Yeom Deok                       | -                | Es el padre adoptivo de Yeom Ga-jin. |
| Jung In-kyum                              | Hae Ji-wol                      | -                | Es un miembro de la tribu Sono, así como el padre adoptivo de Hae Mo-yong y una de las personas más poderosas de Goguryeo. |
| Moon Jin-seung                            | Ma Tae-mo                       | -                | Es un miembro de Chunjubang. |
| Han Jae-young                             | Doo Joong-seo                   | -                | Es un chamán. Finalmente la Princesa Pyungkang logra vengarse de él por su participación en la muerte de su madre. |
| Sung Min-jun                              | Geon Moo                        | -                | |
| Heo Yool                                  | Wol-i                           |                  | [ 39 ] |

### Otros personajes
| Actor          | Personaje       | Episodios donde apareció | Notas                                        |
| -------------- | --------------- | ------------------------ | -------------------------------------------- |
| Kim Hyun-bin   | -               | 1-2                      | Es un amigo de On Dal.                       |
| Jung Dong-geun | Il Young        | -                        | Es un gerrero y escolta del general Ko Geon. |
| Shin Se-young  | General Wibalta | 12-13                    |                                              |
| Choi Cheol-ho  | Yeon Chung-ki   | 15                       |                                              |
| Choi Kwang-je  | Yang Chaek      | 15                       |                                              |
| Cho Bok-rae    | -               | -                        |                                              |

### Apariciones especiales
| Actor         | Personaje    | Episodios donde apareció  | Notas |
| ------------- | ------------ | ------------------------- | --- |
| Kim Seung-soo | Rey Jinheung | 14-15                     | Es el Rey de Silla. Más tarde Ko Geon intenta matarlo para tener una excusa y así comenzar una guerra con Goguryeo. |
| Jasper Cho    | Wol Kwang    | 1, 4, 7, 10-12, 15, 19-20 | Es un monje y amigo de On Dal. |
| Kang Ha-neul  | On Hyup      | 1-2, 4, 10-13             | Es el carismático y recto general militar y jefe de la región de Sunnobu en Goguryeo, así como el padre de On Dal. Es un líder obediente que cumple con sus responsabilidades hacia el país y su gente, por lo que es venerado por el pueblo, quien lo apoya. |

## Episodios
La serie está conformada por veinte episodios, los cuales fueron emitidos todos los lunes y martes a las 9:30 p. m. (KST).

### Ratings
Los números en color rojo indican las calificaciones más bajas, mientras que los números en azul indican las calificaciones más altas.
| Episodio | Parte    | Título                                      | Fecha de emisión      | Participación promedio de audiencia (AGB Nielsen) | Participación promedio de audiencia (AGB Nielsen) |
| Episodio | Parte    | Título                                      | Fecha de emisión      | Nacional                                          | Seúl                                              |
| -------- | -------- | ------------------------------------------- | --------------------- | ------------------------------------------------- | ------------------------------------------------- |
| 1        | 1        | Salt Monopoly                               | 15 de febrero de 2021 | 6.5% (16.ª)                                       | N/A                                               |
| 1        | 2        | Queen Yeon Confronts Go Won Pyo             | 15 de febrero de 2021 | 9.4% (5.ª)                                        | 8.8% (8.ª)                                        |
| 2        | 1        | Eight Years Later                           | 16 de febrero de 2021 | 5.8% (16.ª)                                       | N/A                                               |
| 2        | 2        | On Dal Saves Ga Jin                         | 16 de febrero de 2021 | 9.7% (7.ª)                                        | 8.9% (7.ª)                                        |
| 3        | 1        | Ga Jin Returns to Cheonjubang               | 22 de febrero de 2021 | 6.4% (13.ª)                                       | 6.3% (13.ª)                                       |
| 3        | 2        | Ga Jin Regains Her Memory                   | 22 de febrero de 2021 | 9.2% (5.ª)                                        | 8.4% (10.ª)                                       |
| 4        | 1        | Ga Jin Faces King Pyeongwon                 | 23 de febrero de 2021 | 6.3% (14.ª)                                       | 6.2% (13.ª)                                       |
| 4        | 2        | Ghost Valley Welcomes Ga Jin                | 23 de febrero de 2021 | 10.0% (6.ª)                                       | 9.8% (4.ª)                                        |
| 5        | 1        | Ga Jin's Body Surfaces                      | 1 de marzo de 2021    | 6.5% (18.ª)                                       | N/A                                               |
| 5        | 2        | Go Geon Promises to Bring Back the Princess | 1 de marzo de 2021    | 8.8% (6.ª)                                        | 7.9% (10.ª)                                       |
| 6        | 1        | A Trip to the Capital                       | 2 de marzo de 2021    | 6.6% (9.ª)                                        | 6.3% (14.ª)                                       |
| 6        | 2        | Ga Jin’s Final Battle                       | 2 de marzo de 2021    | 9.2% (6.ª)                                        | 8.6% (6.ª)                                        |
| 7        | 1        | Plot to Hurt Princess                       | 8 de marzo de 2021    | 6.7% (12.ª)                                       | 6.3% (15.ª)                                       |
| 7        | 2        | Ga Jin in Trouble                           | 8 de marzo de 2021    | 8.7% (6.ª)                                        | 8.2% (6.ª)                                        |
| 8        | 1        | Punishment                                  | 9 de marzo de 2021    | 6.1% (14.ª)                                       | 5.8% (15.ª)                                       |
| 8        | 2        | Royal Wedding                               | 9 de marzo de 2021    | 8.3% (6.ª)                                        | 7.3% (6.ª)                                        |
| 9        | 1        | The Princess' Husband                       | 15 de marzo de 2021   | 6.6% (13.ª)                                       | 6.1% (15.ª)                                       |
| 9        | 2        | The Married Couple                          | 15 de marzo de 2021   | 8.4% (6.ª)                                        | 7.8% (7.ª)                                        |
| 10       | 1        | Lying To Lady Sa                            | 16 de marzo de 2021   | 7.2% (8.ª)                                        | 7.0% (9.ª)                                        |
| 10       | 2        | The Secret Training Sessions                | 16 de marzo de 2021   | 9.1% (5.ª)                                        | 9.0% (4.ª)                                        |
| 11       | 1        |                                             | 22 de marzo de 2021   | 7.3% (12.ª)                                       | 6.6% (12.ª)                                       |
| 11       | 2        |                                             | 22 de marzo de 2021   | 8.7% (6.ª)                                        | 7.6% (9.ª)                                        |
| 12       | 1        |                                             | 23 de marzo de 2021   | 6.8% (12.ª)                                       | 6.1% (14.ª)                                       |
| 12       | 2        |                                             | 23 de marzo de 2021   | 8.1% (6.ª)                                        | 7.1% (8.ª)                                        |
| 13       | 1        | [ 86 ]                                      | 29 de marzo de 2021   | 6.8% (12.ª)                                       | 5.9% (18.ª)                                       |
| 13       | 2        |                                             | 29 de marzo de 2021   | 8.7% (5.ª)                                        | 7.4% (9.ª)                                        |
| 14       | 1        | [ 87 ]                                      | 30 de marzo de 2021   | 6.4% (13.ª)                                       | 5.7% (13.ª)                                       |
| 14       | 2        |                                             | 30 de marzo de 2021   | 8.4% (5.ª)                                        | 7.6% (5.ª)                                        |
| 15       | 1        | [ 88 ] [ 89 ]                               | 5 de abril de 2021    | 6.7% (9.ª)                                        | 6.2% (10.ª)                                       |
| 15       | 2        |                                             | 5 de abril de 2021    | 7.8% (6.ª)                                        | 7.2% (6.ª)                                        |
| 16       | 1        | [ 91 ]                                      | 6 de abril de 2021    | 6.0% (12.ª)                                       | 5.1% (18.ª)                                       |
| 16       | 2        |                                             | 6 de abril de 2021    | 7.8% (6.ª)                                        | 6.5% (6.ª)                                        |
| 17       | 1        |                                             | 12 de abril de 2021   | 6.7% (14.ª)                                       | N/A                                               |
| 17       | 2        | [ 95 ]                                      | 12 de abril de 2021   | 8.4% (7.ª)                                        | 6.7% (12.ª)                                       |
| 18       | 1        |                                             | 13 de abril de 2021   | 6.6% (11.ª)                                       | 5.7% (13.ª)                                       |
| 18       | 2        | [ 98 ]                                      | 13 de abril de 2021   | 8.4% (6.ª)                                        | 7.5% (6.ª)                                        |
| 19       | 1        |                                             | 19 de abril de 2021   | 6.8%                                              | 5.7%                                              |
| 19       | 2        |                                             | 19 de abril de 2021   | 8.3%                                              | 6.9%                                              |
| 20       | 1        |                                             | 20 de abril de 2021   | 6.8% (9.ª)                                        | 5.6% (16.ª)                                       |
| 20       | 2        |                                             | 20 de abril de 2021   | 8.3% (6.ª)                                        | 7.3% (6.ª)                                        |
| Promedio | Promedio | Promedio                                    | Promedio              | 7.6%                                              | -                                                 |

## Música
El OST de la serie está conformado por las siguientes canciones:

### Parte 1
| N.º | Intérprete        | Canción                                   | Letra                      | Música     | Duración |
| --- | ----------------- | ----------------------------------------- | -------------------------- | ---------- | -------- |
| 1   | Zia (Park Ji-hye) | "Become Someone's" (누군가의 무엇이 되어) | Good Choice y Choi Gap-won | Kim Se-jin | 3:23     |
| 2   |                   | "Become Someone's" (Inst.)                | -                          | Kim Se-jin | 3:23     |

### Parte 2
| N.º | Intérprete    | Canción                         | Letra          | Música        | Duración |
| --- | ------------- | ------------------------------- | -------------- | ------------- | -------- |
| 1   | Kang Tae-kwan | "Tears Of The Moon" (달의 눈물) | Kang Eun-kyung | Cho Young-soo | 3:53     |
| 2   |               | "Tears Of The Moon" (Inst.)     | -              | Cho Young-soo | 3:53     |

### Parte 3
| N.º | Intérprete | Canción                              | Letra        | Música       | Duración |
| --- | ---------- | ------------------------------------ | ------------ | ------------ | -------- |
| 1   | Ahn Ye-eun | "Against The Wind" (바람이 불어와도) | Yoon Il-sang | Yoon Il-sang | 4:20     |
| 2   |            | "Against The Wind" (Inst.)           | -            | Yoon Il-sang | 4:20     |

### Parte 4
| N.º | Intérprete   | Canción                      | Letra        | Música       | Duración |
| --- | ------------ | ---------------------------- | ------------ | ------------ | -------- |
| 1   | Na Yoon-kwon | "This Is My Way" (이게 내길) | Yoon Il-sang | Yoon Il-sang | 3:45     |
| 2   |              | "This Is My Way" (Inst.)     | -            | Yoon Il-sang | 3:45     |

### Parte 5
| N.º | Intérprete | Canción                    | Letra | Música        | Duración |
| --- | ---------- | -------------------------- | ----- | ------------- | -------- |
| 1   | Lily Lily  | "Fate Given To Me"         | Casey | Cho Young-soo | 3:23     |
| 2   |            | "Fate Given To Me" (Inst.) | -     | Cho Young-soo | 3:23     |

### Parte 6
| N.º | Intérprete | Canción                                       | Letra                                    | Música                              | Duración |
| --- | ---------- | --------------------------------------------- | ---------------------------------------- | ----------------------------------- | -------- |
| 1   | Bonggu     | "When You Close Your Eyes" (눈을 감고 있으면) | Good Choice, KZ, Kim Hye-kwang y Sue Min | KZ, Kim Hye-kwang, Sue Min y Apicks | 4:16     |
| 2   |            | "When You Close Your Eyes" (Inst.)            | -                                        | KZ, Kim Hye-kwang, Sue Min y Apicks | 4:16     |

## Premios y nominaciones
| Año  | Categoría                                   | Premio                         | Nominada(o)                | Resultado |
| ---- | ------------------------------------------- | ------------------------------ | -------------------------- | --------- |
| 2021 | Premio a la gran excelencia, actriz         | Premios KBS Drama              | Kim So-hyun                | Ganó      |
| 2021 | Premio a la excelencia, actriz en miniserie | Premios KBS Drama              | Kim So-hyun                | Nominada  |
| 2021 | Mejor actriz de reparto                     | Premios KBS Drama              | Hwang Young-hee            | Nominada  |
| 2021 | Mejor actor revelación                      | Premios KBS Drama              | Na In-woo                  | Ganó      |
| 2021 | Mejor actor infantil                        | Premios KBS Drama              | Park Sang-hoon             | Nominado  |
| 2021 | Mejor pareja                                | Premios KBS Drama              | Kim So-hyun y Na In-woo    | Ganaron   |
| 2021 | Premio a la popularidad - Actriz            | Premios KBS Drama              | Kim So-hyun                | Ganó      |
| 2021 | Mejor actriz                                | 48th Korean Broadcasting Award | Kim So-hyun                | Ganó      |
| 2021 | Mejor serie                                 | 48th Korean Broadcasting Award | River Where the Moon Rises | Ganó      |
| 2021 | Premio a la popularidad – Actor             | 48th Korean Broadcasting Award | Kim So-hyun                | Ganó      |
| 2021 | Premio a la popularidad – Actor             | 48th Korean Broadcasting Award | Na In-woo                  | Nominado  |
| 2021 | Mejor actriz                                | 57th Baeksang Arts Award       | Kim So-hyun                | Nominada  |
| 2021 | Mejor actor revelación                      | 57th Baeksang Arts Award       | Na In-woo                  | Nominado  |

## Producción
La serie está basada en la novela "Princess Pyeonggang" (평강공주) del director de cine y guionista Choi Sagyu, la novela muestra una perspectiva diferente de la princesa como líder sobresaliente de su país y su gente, sompiendo la imagen de una princesa en apuros. Choi tardó 25 años en completar la novela.
También es conocida como "The Moon Rising River", "Moonlit River" y/o "Cut by the Heart" (este último fue el título original (en hangul, 마음 에 베이다; RR: IMaeume beida).
La serie fue dirigida por Yoon Sang-ho (윤상호), quien contó con el apoyo del guionista Han Ji-hoon (한지훈).
El 25 de agosto de 2020 se anunció que el papel principal femenino se le había ofrecido a la actriz Son Ye-jin y que el actor Kang Ha-neul había sido elegido para interpretar a On-dal, el papel principal masculino, sin embargo poco después se anunció que Ye-jin había declinado el papel, mientras que Ha-neul había tenido que rechazar el papel principal debido a conflictos de programación con otros proyectos, pero que aún participaría en la serie, realizando una aparición especial como el general On-hyup, el padre de On-dal.
El 5 de octubre del mismo año, se anunció que la actriz Kim So-hyun había sido elegida como la actriz principal. Unos días después, el 22 de octubre, se informó que el actor Ji Soo había aceptado el papel de On-dal, el protagonista masculino.
La serie también contó con el apoyo de la compañía de producción "Victory Contents".
El 23 de noviembre del 2020, se anunció que las filmaciones de la serie se habían suspendido hasta nuevo aviso, debido a la peligrosa pandemia mundial conocida como COVID-19, después de que un actor secundario hubiera tenido contacto cercano con un portador de COVID-19. Los diez miembros del personal que tuvieron contacto con el actor, fueron sometidos a pruebas voluntarias, así como los actores de la serie. El 24 de noviembre del mismo año, se anunció que la prueba del actor había dado positiva, mientras que la de los demás actores y miembros del staff habían dado negativa. A pesar de esto y siguiendo las medidas de seguridad, el equipo de producción decidió posponer las filmaciones y ponerse en aislamiento durante unos días, para monitorear la situación y posteriormente reanudar las filmaciones.
En enero de 2021 se revelaron las fotos de la primera lectura del guion. Mientras que la conferencia de prensa fue realizada el 15 de febrero del 2021.
En marzo del mismo año un representante de la KBS anunció que se estaba realizando una seria discusión interna sobre la continuidad del actor Ji Soo en la serie después de la controversia en la que se veía envuelto. También se anunció que la filmación de la serie se había cancelado mientras se tomaba una decisión. Un día después el equipo de producción anunció que habían decidido reemplazar a Ji Soo y que se encontraban buscando un nuevo actor para reemplazarlo. También anunciaron que aún estaban discutiendo varias medidas futuras, así como los detalles sobre la última aparición de Ji Soo y el momento en que aparecerá el nuevo actor en el drama. Poco después ese mismo día, se anunció que el actor Na In-woo estaba en pláticas para reemplazar a Ji Soo como On-dal.
Un día después, la KBS anunció que había decidido lo siguiente: Las reposiciones del actor Ji Soo programadas para este fin de semana no serían transmitidas. Las escenas donde saliera el actor Ji Soo en los próximos episodios 7 y 8 serían eliminadas tanto como sea posible. A partir del episodio 9, filmaciones ya realizadas con Ji Soo serían reemplazadas por nuevas con el nuevo actor. Ese mismo día, se confirmó que el actor In-woo reemplazaría a Ji Soo a partir del noveno episodio. Sin embargo, para maximizar la calidad del drama, el equipo de producción y los actores trabajaron rápidamente para que In-woo apareciera antes de lo planeado, por lo que su primera aparición será a partir del episodio 7. Después de aparecer como el nuevo On Dal, In-woo recibió buenas críticas por parte de los espectadores quienes se mostraron satisfechos con su actuación.
Poco después ese mismo mes se reveló que varios miembros del elenco habían decidido volver a filmar nuevas escenas sin pago. El equipo de producción expresó o su gratitud a los miembros del elenco por sus acciones.
El 24 de marzo del mismo año se anunció que habían decidido volver a filmar los primeros seis episodios reemplazando las escenas del actor Ji Soo con In-woo. A finales del mes se anunció que ya habían empezado las filmaciones de los primeros episodios con In-woo.
Al finalizar la serie, el equipo de producción y los actores agradecieron al público por su apoyo y a los actores principales Kim So-hyun y Na In-woo por su trabajo y ética profesional.

### Recepción
Los actores principales Kim So-hyun y Na In-woo recibieron elogios por sus actuaciones, así como por la química que mostraron.
El 25 de febrero de 2021, Good Data Corporation compartió su nueva clasificación de los dramas y miembros del elenco que generaron más revuelo durante la semana del 15 al 21 de febrero del mismo año. Las listas se compilaron a partir del análisis de artículos de noticias, publicaciones de blogs, comunidades en línea, videos y publicaciones en redes sociales sobre 18 dramas que están actualmente al aire o que saldrán al aire próximamente. La serie obtuvo el puesto número cinco en la lista de dramas, mientras que la actriz Kim So-hyun ocupó el puesto 7 dentro de los diez miembros del elenco más comentados de la semana.
El 16 de abril de 2021, Good Data Corporation compartió su nueva clasificación de los dramas y miembros del elenco que generaron más revuelo durante la segunda semana del mismo mes. Las listas se compilaron a partir del análisis de artículos de noticias, publicaciones de blogs, comunidades en línea, videos y publicaciones en redes sociales sobre los dramas que están actualmente al aire o que saldrán al aire próximamente. La serie obtuvo el puesto número tres en la lista de dramas, mientras que el actor Na In-woo ocupó el puesto 7 dentro de los diez miembros del elenco más comentados de la semana.
El 21 de abril de 2021, Good Data Corporation compartió su nueva clasificación de los dramas y miembros del elenco que generaron más revuelo durante la semana del 12 al 18 de abril del mismo año. Las listas se compilaron a partir del análisis de artículos de noticias, publicaciones de blogs, comunidades en línea, videos y publicaciones en redes sociales sobre los dramas que están actualmente al aire o que saldrán al aire próximamente. La serie obtuvo el puesto número dos en la lista de dramas, mientras que el actor Na In-woo ocupó el peusto 7 dentro de los diez miembros del elenco más comentados de la semana.
El 28 de abril de 2021, Good Data Corporation compartió su nueva clasificación de los dramas y miembros del elenco que generaron más revuelo durante la semana del 19 al 25 de abril del mismo año. Las listas se compilaron a partir del análisis de artículos de noticias, publicaciones de blogs, comunidades en línea, videos y publicaciones en redes sociales sobre los dramas que están actualmente al aire o que saldrán al aire próximamente. La serie obtuvo el puesto número dos en la lista de dramas, mientras que el actor Na In-woo y la actriz Kim So-hyun ocuparon los puestos 4 y 7 respectivamente dentro de los diez miembros del elenco más comentados de la semana.
A finales de abril del mismo año se anunciaron las 5 mejores series o programas coreanos más vistos en el mes por la audiencia a través del portal Viki, entre ellas: River Where the Moon Rises, Mouse, Kingdom: Legendary War, Freak y Sell Your Haunted House.

### Distribución internacional
El 30 de marzo de 2021 la KBS anunció que había vendido los derechos de emisión de la serie a 190 países, la cual sería emitido incluso a través de la plataforma OTT VIU.
La serie también fue transmitida por Viu como parte de Viu Original Series.
| País   | Título   | Cadena  | Fecha de emisión (horario)                                        | Notas |
| ------ | -------- | ------- | ----------------------------------------------------------------- | ----- |
| Taiwán | 月升之江 | LINE TV | 16 de febrero de 2021 - presente (martes y miércoles a las 10:00) |       |
| Taiwán | 月升之江 | iQIYI   | -                                                                 |       |